# آنتارا مالی
آنتارا مالی (هندی: अंतरा माळी؛ زادهٔ ۱ ژوئیهٔ ۱۹۷۹) یک هنرپیشه اهل هند است.
او در فیلم بازیکن ۴۲۰، رقص، خانه وحشت، کمپانی، من می‌خواهم، غیب و بی‌خیال بازی کرده‌است.